# جيمس روس (سياسي أسترالي)
جيمس روس (بالإنجليزية: James Ross)‏ هو سياسي أسترالي، ولد في 1792، وتوفي في 18 سبتمبر 1865. انتخب عضو المجلس التشريعي الفيكتوري (1 نوفمبر 1851 – 1 يوليو 1852).